# Алден
Алден (њем. Ahlden) општина је у њемачкој савезној држави Доња Саксонија. Једно је од 23 општинска средишта округа Золтау-Фалингбостел. Према процјени из 2010. у општини је живјело 1.505 становника. Посједује регионалну шифру (AGS) 3358001.

## Географија
Алден се налази у савезној држави Доња Саксонија у округу Золтау-Фалингбостел. Општина се налази на надморској висини од 21 метра. Површина општине износи 25,8 km².

## Становништво
У самом мјесту је, према процјени из 2010. године, живјело 1.505 становника. Просјечна густина становништва износи 58 становника/km².